# Roger Adom
Pour les articles homonymes, voir Adom (homonymie).
Roger Adom est un homme politique de la République de Côte d'Ivoire. Il a été nommé ministre de la Modernisation de l'administration et de l'Innovation du service public le 13 mai 2020. Le 6 avril 2021, il a été reconduit au gouvernement en tant que ministre de l'Économie numérique, des Télécommunications et de l'Innovation. Il reste en fonction jusqu'au remaniement du Gouvernement Achi II du 20 avril 2022.

## Biographie

### Jeunesse et formation
Roger Félix Adom est né le 7 août 1966 à Paris de parents tous deux ivoiriens, appartenant à la noblesse agni. Son père, Nanan Boa Kouassi III, est le roi de l'Indénié.
Il a grandi en Côte d'Ivoire. Titulaire d'un baccalauréat série Scientifique, il se rend à Nantes pour poursuivre ses études universitaire et obtient son diplôme d'ingénieur à l'École nationale supérieure de mécanique devenue l'École centrale de Nantes. Roger Adom détient également un MBA de l'Institut d'administration des entreprises de Paris.

### Carrière professionnelle
Il commence sa carrière en tant que consultant et évolue au poste de directeur de projet au sein du groupe Capgemini en 1990. Puis en 1997 le jeune cadre fait ses débuts dans le cabinet EY (entreprise) où il travaille en tant que directeur Afrique francophone chargé de développer l'activité conseil. En juillet 2003 il est repéré par le groupe Orange Côte d'Ivoire. Il occupe en premier lieu le poste de Directeur des systèmes d'information puis devient Directeur Général Adjoint. En 2010, Roger Adom est promu au groupe Orange France basé à Paris, où il devient Directeur des systèmes d'information de la zone Afrique, Moyen-Orient, et Asie.
C'est en mars 2017 que Roger Adom rejoint la Banque africaine de développement (BAD) à Abidjan en tant que directeur dans son même champ d'activité : les technologies de l'information.
Son parcours à la BAD lui permet d'être remarqué par le groupe Vivendi[réf. souhaitée]. En mars 2020, la compagnie le nomme Directeur général de Vivendi Afrique en Côte d'Ivoire. Roger Adom occupe ce poste quelques mois, avant de rejoindre le Gouvernement de la Côte d’Ivoire.

### Début dans la politique
Il est nommé ministre le 13 mai 2020 par le Premier ministre Amadou Gon Coulibaly au sein du parti RHDP. Il succède à la ministre Raymonde Goudou Coffie au ministère de la Modernisation de l'administration et de l'Innovation du service public.
Son premier mandat consistera principalement à faire campagne électorale, en vue des élections présidentielles du 31 octobre 2020, dans la région de l'Indénié-Djuablin. Ce mandat fut un franc succès car Alassane Ouattara, le candidat du RHDP a récolté 93,77% des suffrages à Abengourou, le chef-lieu de la région Indénié-Djuablin.
Il continue les mois suivants à faire des voyages récurrents dans l'Indénié, d'une part pour continuer la sensibilisation contre la pandémie de COVID-19.
D'une autre part, le ministre encourage la cohésion sociale, et condamne toutes formes d'affrontements, de haine ethnique ou de vengeance.Ces campagnes ont pour but de préserver la paix, la stabilité et de promouvoir la réconciliation.
Après un remaniement ministériel, le Roger Adom se retrouve à la tête du ministère de l'Économie numérique, des Télécommunications et de l'Innovation le 06 avril 2021 (anciennement Ministère de l'Économique Numérique et de la Poste). Il succède au ministre Mamadou Sanogo dans un Ministère stratégique et en expansion, avec de nombreux défis à relever. Lors de la cérémonie de passation de charge qui a lieu le 08 avril 2021, le ministre est élevé au rang de commandeur de l'ordre du Mérite ivoirien de l'Économie numérique. Le jour suivant, il fait sa passation de charge à la ministre Anne Désirée Ouloto au ministère de la Fonction publique qui a fusionné avec le ministère de la Modernisation de l'administration.
Lors du remaniement ministériel du 20 avril 2022, le Ministre Roger Adom n'est pas reconduit à son poste.
Il continue tout de même d'être un acteur important du domaine de l'économie numérique, et les startups lui ont rendu de nombreux hommages pour tout le soutien qu'il a apporté au secteur de l'innovation.
Le Ministre Roger Adom est le Directeur de Cabinet du secrétariat exécutif du RHDP, dirigé par Ibrahim Bacongo Cissé.

### Vie privée
Roger Adom est marié et père de 5 enfants.